# Козак Володимир Іванович
Володимир Іванович Козак (26 липня 1917, Перемишль — 19 вересня 1993, Мюнхен, ФРН) — офіцер 14-ї гренадерської дивізії військ СС «Галичина», оберштурмфюрер військ СС, сотник УНА. 

## Життєпис
Син поліцейського старшини Української Галицької Армії (УГА).
Володимир здобув середню освіту і відбув строкову службу у польській армії. Пізніше, у Львові, вступив до ОУН. Коли в 1939 році Галичину окупували більшовики, він залишився в краю, був заарештований і ледь не одержав 7 років заслання на Сибір.
У 1943 році, з початком набору добровольців у дивізії СС «Галичина», Володимир Козак вступив у дивізію, де успішно закінчив старшинську школу. Відзначився під час боїв під Бродами та при обороні австрійського замку Гляйхенберг. 
В кінці війни разом із рештою бійців дивізії здався в американський полон. Після звільнення оселився в Мюнхені, де був активним у громадській діяльності, став співорганізатором СУМ-у в Німеччині, співзасновник Братства колишніх вояків 1-ї УД УНА в Мюнхені та його видання «Вісті». 
Помер 19 вересня 1993 року, похований на цвинтарі Вальдфрідгоф. 

## Родина
- Козак-Савицька Ірина — дружина, заступниця референта УЧХ крайового проводу ОУН ЗУЗ, зв'язкова Романа Шухевича, Лицар Бронзового хреста заслуги УПА.
- Роксолана Козак — дочка.

## Нагороди
- Залізний хрест
  - 2-го класу (1 серпня 1944) — за відвагу в боях під Бродами.
  - 1-го класу (квітень 1945) — за заслуги в боях в районі замку Гляйхенберг 9 квітня 1945 року.[1]
- Штурмовий піхотний знак в сріблі
- Нагрудний знак «За поранення» в чорному
- Нагрудний знак ближнього бою в сріблі
- Золотий Хрест за особливі заслуги Головної Управи Братства